# 中國疾病監測
針對傳染病作監測是中華人民共和國（中國）公共衛生監測功能中主要的任務。中國疾病監測（英語：Disease surveillance）系統當前有三個重要功能：
- 中國疾病預防控制訊息系統（NDRS）：這個系統涵蓋中國大陸所有省、區域和縣的所有人口（估計為13億人）。在這個系統中，有35種法定傳染病必須通報。
- 全國疾病監測系統（DSP）：這個系統有145個監測點，監測點透過分層整群（英语：cluster sampling）隨機簡單（英语：simple random sampling）抽樣方式做選擇，涵蓋中國人口中1％的代表性樣本。
- 特定傳染病、職業病、食物中毒等的監測

35種法定傳染病，分為A、B、和C共三類。監測功能包括解釋傳染病自然歷史、描述病例分佈、啟動疾病控制工作、監測在中國自然災害期間的疾病流行、預測和控制流行病、並為政策調整提供依據。
由疾病監測網絡收集而來的數據被用為基礎，制定衛生政策和制定預防疾病策略。中國已建立連接30個省級行政區-包括省、自治區、和直轄市-的計算機法定傳染病通報系統。這個系統的重要屬性包括提供及時反饋，同時有系統的評估數據的品質。

## 全國疾病監測系統（NDRS）
中國在1959年建立傳染病報告系統。村莊層級收集到的數據向鄉鎮衛生所預防部門報告。數據從前述預防部門經過縣衛生和防疫站傳輸到省級中心，然後再傳輸到中國醫學科學院。從1977年開始，衛生部每年召開年會一次，對這些與傳染病相關的發病率和死亡率數據作分析和討論。
全國疫情報告微機通訊網（NATCN）在1987年建立，作為國家疾病報告系統（NDRS）的官方系統。這個網絡由衛生部、和省衛生與防疫中心共同維護，它可監視公共衛生系統內各個級別的疾病流行情況。NACTN的運用隨著網絡技術設施的改善，擴展到公共健康監測的所有層面。

### 電腦網絡發展
中國預防醫學科學院（CAPM）在1986年獲得衛生部的核准，開始建立全國性的微型計算機通信網絡。目的在把全國所有省級衛生和流行病預防中心聯繫起來，以改善流行病通報和預防系統。一年後，這個系統開始運作，把30個省級行政區（包括省，自治區）的都會地區聯繫起來。這個網絡的主要功能是收集有關法定傳染病的發病率和死亡率的數據，獲取有關其他類型疾病暴發的信息，並向地方和國家衛生部門提供月度和年度報告。

### 發病率和死亡率月度報告（MMMR）
每個月，所有省級單位都會把與35種法定傳染病相關的病例和死亡人數的縣級摘要發送到中國預防醫學科學院（在2002年更名為中國疾病預防控制中心）。報告會在每個月的13日至15日透過NACTN傳輸。在NACTN的中心節點上，學院的計算機科學與醫學統計中心對數據作彙編並進行分析，向各省級單位提供反饋，並在一週之內製作全國資料摘要。MMMR的副本定期分發給各級衛生主管機構。

### 發病率和死亡率年度報告（MMAR）
每年1月，所有省級單位都會提供補充報告，以修訂和更新上一年提交的月度報告。此時還會提交針對特定年齡和職業死亡率和發病率報告。4月，在全國流行病會議上對監測數據做審查後，把MMAR和其他分析報告分送各相關主管機構。

### 監測數據計算機通信：技術問題
直到1980年代，中國尚無公共數據傳輸系統。在建立全國通信網絡時，必須透過類比式電話線系統上使用數據機。要讓這種大型通信系統在老式線路上成功運行，是種重大挑戰。把前述問題列入考慮後，當年所設計出的系統具有強大的容錯冗餘能力-具有自我校正的能力-把由劣質電話線路和繁瑣的電信交換系統引起的眾多問題予以克服。
NACTN系統加入以下的功能後被增強：
- 為恢復操作做斷點記錄：在數據傳輸過程中，當電話線路中斷時，這個功能會把每種斷點狀態記錄。在重新連接後，可自動恢復數據傳輸。
- 自動節點掃描和重新分配路線：這個功能讓系統掃描所有網絡節點的狀態，用來分配線路，優化線路持續連接。這個功能把系統效率提高，並讓數據傳輸更順暢。
- 自動分類/批量處理、重新排程、以及執行傳輸：這個功能可執行所有必要的網絡命令，以執行由MMMR系統內指令檔所安排的通信任務。功能會根據需要而調整路徑，以完成受到延遲的傳輸。
- 數據壓縮和資料安全：在傳輸前，數據經過"兩階段壓縮"處理。檔案可縮小90％以上，傳輸時間得以縮短。從網絡上接收由30個省級機構數據中心傳輸而來的報告，僅需要約一小時的時間。壓縮過後的檔案讓數據傳輸更加安全。

#### NACTN系統支援
- 人員：在每個省份的計算機部門會挑選出一個或兩個，專門操作NACTN當地節點的人員。一個工作組在1987年建立，來協調計算機應用程式和作業。各省級機構節點中心的人員每年會聚會幾次，討論網絡問題，並制定解決方案。
- 硬體和軟體：開發特殊應用軟體：YQS用於收集和處理訊息，並生成報告，TXS則用於管理網絡通信。

#### NACTN未來發展
- 積累所收集的資訊
- 隨時更新技術
- 在各省級機構中心建立子網絡

一些省級機構與NACTN 合作，建立自己的子網絡，促進當地的通信能力。

#### 既有數據庫
- 國家傳染病信息報告
- 國家疾病監測
- 國家職業病報告
- 食源性疾病爆發事件報告
- 國家調查數據庫：飲用水水質、人類寄生蟲（英语：human parasite）感染、營養調查、老年人營養、兒童營養監測、兒童腹瀉疾病、吸菸與健康。

## 國家疾病監測點（DSP）
在1980年至1989年的10年期間，DSP的網絡覆蓋29個省、自治區、和直轄市，包括人口為1,000萬人（少於中國人口的1％）。這個網絡在1978年被提出的時候，尚不可能獲得人群的隨機抽樣樣本。由於參與這個網絡調查是自願性的，縱然當局嘗試調整樣本來提高全國的代表性，收集的數據仍會有所偏差。因為DSP所覆蓋的往往是社會經濟地位屬於中上階層的人們。
選擇新的DSP樣本的工作在1989年重新展開。採用的方式是分層、整群、隨機抽樣方法，在30個省、自治區和直轄市中選出145個DSP，這些人口的組合結構與全國人口普查中的結構類似。接著是把有關個人出生和死亡、傳染病感染和某些類型的行為（例如吸菸）的資訊列入記錄。在家庭層級，把有關社會經濟指標、醫療衛生狀況、和環境因素的信息加以收集。
然後把從DSP獲得的信息，與從全國疾病監測系統獲得的數據進行比較，好讓衛生政策制定者能夠更準確地對傳染病的發病率和死亡率做估計。更重要的是，政策制定者可根據來自DSP的信息（這些信息涉及系統覆蓋人群的經濟發展、文化背景和醫療衛生服務使用情況）作評估。
DSP收集的數據包括：
- 家庭資訊：包括有關家庭人數、收入、醫療衛生狀況、供水、和衛浴設施的數據。
- 個人資訊：包括有關職業、教育程度、出生、死亡、傳染病感染、懷孕、哺乳、餵養、和疫苗接種狀況的數據。

鄉鎮衛生所和村莊預防單位收集的數據每個月都會上報，然後再通過省級中心把這些資訊傳達給中國預防醫學科學院。學院每月向衛生部、各省衛生當局和所有的DSP分發報告。還會有年度報告的製作，分發給有關單位。

### 檢測和調查
DSP利用檢測和調查，以提高數據的品質，並促進利用。這些監測和調查用來提供訊息，讓政策制定者使用。目前，正在從事的活動有：
- 做成年人危險因子和死亡模式的特性描繪；
- 確定影響DSP數據品質的因素；
- 開發監測中國的慢性病的方法；
- 設計方法，促進政策制定者使用DSP提供的數據。

### 疾病監測點（DSP）網絡的開發
受到現有DSP監測的人口樣本數據被收集，用來解決重要的，和正發生的公共衛生問題。要解決的問題包括吸菸對健康影響的前瞻性研究，飲用水水質和疾病發生的評估，"擴大國家免疫規劃實施方案"的評估，以及肝炎的流行病學研究。研究人員通過這樣選擇而來的樣本，把這些數據與在DSP系統常規收集的數據作關聯研究。

## 特定傳染病監測
以下是監測特定傳染病的例子。
- 在夏季，所有省、自治區和直轄市的霍亂病例（通過微生物學或臨床診斷而來）每隔10天均會向國家層級報告；這些資訊會被匯總並轉回省級的原報告單位。
- 在8個省級機構中，國家診斷實驗室透過即時報告和確證性測試，對人類免疫缺陷病毒（HIV）有較高感染風險的亞人群進行監測。
- 建立病毒性出血熱流行病監測網絡，以便立即報告病例。在相關疾病旺季，對囓齒目動物進行疾病監測，由地方層級提供預警系統。

## 數據收集品質控制
品質管制（QC）和數據收集（DC）一直是中國疾病監測活動的重要成分。
- NDRS在每年11月會對醫院和家庭作主動調查，以確定應該報告但並未報告的疾病比例。例如，在最近的一年，未報告的A類和B類傳染病的比例佔 27％。這個比例會用於校正傳染病所引起發病率的年度估計總數。
- 每年對疾病監測點（DSP）作調查，用來估計傳染病引起的出生、死亡和發病率短報部分。例如，從1990年到1991年，傳染病發病率的報告有所改善。之前短報的出生、特定年齡的死亡、和特定疾病的死亡比例都列入報告。1991年，中國預防醫學科學院派出的一個小組對於9個省級機構的18個 DSP所報告數據的品質做評估。在他們的研究中，影響數據品質的因素也會被確定。

## 使用監測數據控制疾病
檢測所得數據用於公共衛生計劃的實施和評估。
監測 1991年洪水期間的傳染病發病率
1991年，長江沿岸的6個省份發生嚴重洪水，中央政府對這些省份的疾病預防活動嚴重關注。專家被派往災區，制定預防準則，分發給受災省份。同時建立疾病活動每日報告系統。每隔3天把傳染病發病率DSP數據與前幾年的做比較（例如洪水期間的肝炎發病率，與前兩年的可比時期相比較），以及早發現潛在疫情風險。1991年6月至1991年10月收集的數據顯示，在洪水期間，傳染病被有效控制。
預測中國的流行病學轉變
在世界銀行資助的一項研究中，從1986年至1989年由DSP收集而來的數據已用於研究中國的流行病學轉變。並對2010年和2030年中國死亡率的主要原因做預測。在評估危險因子，並估計預防計劃對這些慢性疾病的影響後，重新計算出死亡率。這些分析被用來作為為衛生部規劃的建議。
腦膜炎的預測和控制
在運用觀察研究和博耶-穆爾定理證明器對中國腦膜炎發病率的監測數據做過檢視後，結論是疾病的發病率將在1984或 1985年達到最高峰。另外的分析顯示，當時已經實施幾年，但僅對12個月以下的兒童進行疫苗接種，還不足以控制發病率的陡升。因此，在監測數據（包括血清流行病學數據）確定腦膜炎高發風險的地區，採用新的計劃，把接種範圍擴大到所有5歲以下的兒童。在河南省實施的結果顯示，加強接種覆蓋率可成功降低腦膜炎發病率。
小兒麻痺症疫苗接種策略
在檢視1988年至1989年有關小兒麻痺症的監測數據和疫苗接種率的數據後，把高危險地區標定。在這些地區，兒童於1989-1990年間被施以補充疫苗接種。到1991年，小兒麻痺症的發病率因此開始下降。
SARS 監測與控制
根據報導，在2002年11月，世界衛生組織（WHO）接獲加拿大全球公共衛生情報網（Canadian Global Public Health Intelligence Network （GPHIN））提供訊息，說有媒體報導，在中國大陸爆發流行性感冒疫情，同一時間，美國全球傳染病發生監測及反應系統（U.S. Global Emerging Infections Surveillance and Response System (GEIS)）也提供訊息，在中國大陸的北京市以及廣州市發生疑似乙型流行性感冒病毒屬疫情爆發，WHO旋即在當年12月聯繫中國當局，並獲得中國流感監測單位提供的報告，經調查23個病例之中，有22例屬乙型流行性感冒病毒，與前幾年同期季節性發生形態類似。這表示中國的流感監測工作運作正常。隨後WHO接獲中國北京通報，在廣東省陸續有較大規模疫情爆發，陸續有人死亡。“在2002年11月至2003年9月間散布於29個國家和地區的疫情。.........疫情造成全球超過8,000人感染，導致包括醫務人員在內的774例病人死亡”。基於截至2003年12月31日的數據，中國在這場SARS疫情中，確診病例為5,327例，死亡人數為349人（請參考：嚴重急性呼吸系統綜合症疫情）
新冠肺炎監測與控制
在2020年初首次在武漢被發現，隨後迅速擴散到世界多國的冠狀病毒病疫情（請參考：2019冠狀病毒病疫情），關於NDRS以及'NDRS的運作細節，尚未見到詳盡的報導。但是中國在2020年1月23日宣布武漢封城，隨後湖北各城市陸續跟進，中國其他省級大城市如重慶市、北京市、上海市也陸續封城，其他省份的地級行政區，縣級行政區也跟進實施，疫情因此得以控制，WHO對中國此舉有正面評論（請參考：2019冠狀病毒病中國大陸疫區封鎖措施）。3月22日，武漢市新冠肺炎疫情防控指揮部發布通知，明確市內跨區卡點一律取消，逐步開通、恢復市內公共交通，省內、省外人員返漢憑健康碼「綠碼」通行，不附加其他手續，武漢將當地居民，根據他們的健康狀況及染病風險程度分為紅、黃、綠三種，透過手機上的流動應用程式，依個人資料產生QR碼，在出入某些住宅大樓、辦公場所、交通站場、還有公共場所，需要檢驗，有綠色QR碼的受到限制最少，黃色的次之，紅色的受到最多的限制。
另外，中國也利用其建設已久的龐大網路監控攝影機監測系統，加入新型冠狀病毒傳染病的防治控制工作。

## 外部連結
- China National Disease Surveillance Points System